# Tortigonalia torta
Tortigonalia torta är en insektsart som beskrevs av Young 1977. Tortigonalia torta ingår i släktet Tortigonalia och familjen dvärgstritar. Inga underarter finns listade i Catalogue of Life.